# Der Tag, an dem Anton...
Der Tag, an dem Anton… ist eine sechsteilige deutsch-österreichische Kinderserie aus dem Jahr 1988, nach einer Buchvorlage von Edith Schreiber-Wicke, welche von Georg Lhotsky und Eva-Maria Stelljes-Lhotsky für ZDF und ORF verfilmt wurde. Die Dreharbeiten fanden in Graz statt.
Der zehnjährige Anton erlebt seltsame und fantastische Abenteuer, er lernt den Widerlan, eine sprechende Kritzelei (entworfen von Erich Sokol) kennen, sieht Gespenster, taucht in ein Bild ein, macht eine Zeitreise und trifft den Weihnachtsmann.
Die Titelmusik stammt von Peter Kaizar.

## Episodenliste
Die jeweils 25 min langen Episoden liefen beim ZDF jeweils an einem Montag, um 16:35 Uhr.
| # | Titel                                      | Sendetermin | Handlung |
| - | ------------------------------------------ | ----------- | --- |
| 1 | Der Tag an, dem Anton den Widerlan fand    | 20.11.1989  | Anton findet den Widerlan, eine freche Kritzelei, auf dem Grund seines Tellers                                    |
| 2 | Der Tag, an dem Anton das Gespenst sah     | 27.11.1989  | Anton besucht mit seiner Schulklasse eine Burg und trifft dort Gespenster.                                        |
| 3 | Der Tag, an dem Anton zum Uhrmacher ging   | 04.12.1989  | Anton bringt den Wecker seiner Mutter zum Uhrmacher und darf mit dessen Zeitmaschine eine kurze Zeitreise machen. |
| 4 | Der Tag, an dem Anton nicht da war         | 11.12.1989  | |
| 5 | Der Tag, an dem Anton die Zeitreise wagte  | 18.12.1989  | Mit der Hilfe des Uhrmachers reist Anton ins Mittelalter und sorgt dort für Aufregung.                            |
| 6 | Der Tag, als Anton den Weihnachtsmann traf | 25.12.1989  | Anton taucht in einem Museum in ein Bild ein und trifft später sogar den Weihnachtsmann.                          |

## Besetzung
| Figur                  | Darsteller                |
| ---------------------- | ------------------------- |
| Anton                  | Peter Duda                |
| Mutter                 | Monika Schwarz            |
| Vater                  | Hannes Flaschberger       |
| Uhrmacher              | Heinz Moog                |
| Alter Mann             | Hans Bergmann             |
| Verkäuferin            | Uschi Plautz              |
| Superman               | Alfred Neugebauer         |
| Nachbarin              | Brigitte Swoboda          |
| Wachtmeister           | Franz Friedrich           |
| Lehrer                 | Alexander Lhotzky         |
| Sybille                | Genia Gluhak              |
| Werner                 | Bernd Priesching          |
| Dieter                 | Philipp Scharzenberger    |
| Herr Silberlinger      | Peter Lodynski            |
| Verdrossene Frau       | Cornelia Oberkogler       |
| Alter Mann in der Burg | Otto Anton Eder           |
| Junge in der Burg      | Arjun Ahluwalia           |
| Burgverwalter          | Rudolf Jusits             |
| Kellner                | Heinz Petters             |
| Alte Frau              | Elisabeth Neumann-Viertel |
| Fee                    | Sabine Fromm              |
| Bäckersfrau            | Brigitte Antonius         |
| Heilerin               | Maresa Hörbiger           |
| Stadtwache             | Oliver Stern              |
| Passant 1              | Ernst Josef Lauscher      |
| Passant 2              | Fritz Fleischhacker       |
| Verkäuferin            | Biggi Thiel               |
| Markus                 | Thomas Schmidt            |
| Museumswärter          | Kurt Hradek               |